# Libanoni Erők
A Libanoni Erők egy libanoni, keresztény felekezetű politikai párt, amely a libanoni polgárháború alatt keresztény milíciaként működött. A libanoni parlamentben a 128 helyből összesen 19 mandátumot tesz ki az Erős Libanon nevű frakcióval. Ezzel a számmal a legnagyobb frakcióval rendelkező párt.

## Történelem
A párt eleinte szervezetként alapult meg 1976-ban Pierre és Básir Dzsemájel, Kámil Samun valamint egyéb pártvezetők a libanoni polgárháború alatt.  Eredetileg a Libanoni Front nevű ellenásifront ernyőszervezeteként született meg, hogy az alájuk tartozó jobboldali, keresztény pártokat koordinálják. A front harcosainak legnagyobb része a Kataeb párt, ismertebb nevén a Falange miliciájából, a Kataeb Rendfenntartó Erőiből kerültek ki, ennek köszönhetően a legnagyobb befolyással a Kataeb Párt, vagyis a Falange rendelkezett. 
A szervezet rövidesen már párthovatartozás nélkül felvett új tagokat, annak ellenére, hogy az alapításuk célja más volt.
A polgárháború alatt a Libanoni Erőknek különböző ellenfelei voltak: a Palesztinai Felszabadítási Szervezet, a baloldali, pánarab Libanoni Nemzeti Mozgalom, a szélsőbaloldali, arab és szír nacionalista Libanoni Nemzeti Ellenállási Front, a Szíriai Hadsereg, a drúzok vezette Choufban székelő Progresszív Szocialista Párt és a Libanoni állam, hadserege a, Misel Áun tábornokhoz hű  Libanoni Fegyveres Erők.
Básir Dzsemájel 1982-es meggyilkolása után a szervezeten belül feszültség lett a Kataeb párti militánsok és a Libanoni Erők más keresztény militánsai között. A belső lázadások odáig vezetett, hogy a Libanoni Erők vezetését Számir Zsázsá főparancsnok átvette és feloszlatta a szervezetet.
A polgárháború után Számir Zsázsá újraalapította a szervezetet pártként, Libanoni Erők Pártja néven. 1994-ben az akkor még szír megszállás alatt álló Libanonban a pártot betiltották, Zsázsát börtönbüntetésre ítélték és szervezetét elnyomták a hatóságok. A Libanoni Erők Pártja a belpolitikába a Cédrusos forradalom során 2005 elején tért vissza. A forradalom következtében a szíriai erőket elűzték az országból amivel véget Libanon 28 évig tartó szíriai megszállása. Zsázsát ezek után kiengedték a börtönből és a mai napig a párt elnöke.